# Patì sotto Ponzio Pilato?
Patì sotto Ponzio Pilato? è un saggio dello scrittore e giornalista italiano Vittorio Messori.

## Contenuto
In questo libro l'autore svolge un'indagine sulla storicità dei Vangeli, concentrandosi sugli ultimi giorni della vita di Gesù prima della sua crocifissione.

## Edizioni
- Vittorio Messori, Patì sotto Ponzio Pilato?, SEI, 1992,  p. 368, ISBN 88-05-05295-7.